# Matt Burto
Matt Burto (né le 29 juillet 1984 à Hartford dans le Connecticut) est un joueur de hockey sur glace Américain. Il évolue au poste d'attaquant.

## Carrière en club
Après une saison au sein de la filière des Bruins junior de Boston, devenant un « joueur étoile » de la ligue junior avec 85 pts en 62 matchs dont la moitié de buts. Cette performance lui ouvre les portes de la ligue universitaire NCAA.
À l’issue de ces quatre années de développement, diplôme en poche, il est recruté par une équipe de la Ligue centrale de hockey, les Brahmas du Texas. Pour sa première année, il décroche le titre de champion de la Coupe du Président Ray Miron avec son équipe.
En août 2010, Burto signe avec le club français des Peaux-Rouges d'Évry.

## Statistiques
| Saison    | Équipe                   | Ligue      |    | Saison régulière | Saison régulière | Saison régulière | Saison régulière | Saison régulière |   | Séries éliminatoires | Séries éliminatoires | Séries éliminatoires | Séries éliminatoires | Séries éliminatoires |
| Saison    | Équipe                   | Ligue      | PJ | B                | A                | Pts              | Pun              | PJ               | B | A                    | Pts                  | Pun                  |                      |                      |
| 2002-2003 | Buccaneers de Des Moines | USHL       | 58 | 10               | 19               | 29               | 75               | 4                | 0 | 1                    | 1                    | 4                    |                      |                      |
| 2004-2005 | UMass-Amherst            | NCAA       | 36 | 7                | 6                | 13               | 22               |                  |   |                      |                      |                      |                      |                      |
| 2005-2006 | UMass-Amherst            | NCAA       | 20 | 0                | 3                | 3                | 14               |                  |   |                      |                      |                      |                      |                      |
| 2006-2007 | UMass-Amherst            | NCAA       | 27 | 5                | 3                | 8                | 10               |                  |   |                      |                      |                      |                      |                      |
| 2007-2008 | UMass-Amherst            | NCAA       | 30 | 5                | 6                | 11               | 14               |                  |   |                      |                      |                      |                      |                      |
| 2008-09   | Brahmas du Texas         | LCH        | 53 | 6                | 5                | 11               | 49               | 13               | 0 | 0                    | 0                    | 6                    |                      |                      |
| 2009-2010 | Brahmas du Texas         | LCH        | 57 | 9                | 18               | 27               | 100              | 8                | 0 | 2                    | 2                    | 4                    |                      |                      |
| 2010-2011 | Peaux-Rouges d'Évry      | Division 2 | 15 | 12               | 17               | 29               | 91               |                  |   |                      |                      |                      |                      |                      |
| 2010-2011 | Brahmas de Fort Worth    | LCH        | 10 | 1                | 2                | 3                | 4                | 4                | 0 | 0                    | 0                    | 6                    |                      |                      |